# Zone de navigation
Ne doit pas être confondu avec Fil d'Ariane (ergonomie).
La zone de navigation, la barre de navigation, le panneau de navigation ou le volet de navigation est le dispositif permettant à l'utilisateur de se servir des principaux boutons de contrôle d'un terminal, d'un  système d'exploitation ou d'une application. Cet espace de contrôle peut être matérialisé par quelques d'interrupteurs alignés en bas de l'écran ou sous forme de boutons virtuels rassemblés dans une zone de l'interface graphique.

## Systèmes d'exploitation

### Android
Sous Android, la barre de navigation arbore trois boutons pour revenir en arrière, accéder à l'accueil et lancer les applications récentes. Certains fabricants de terminaux mobiles donnent à leurs utilisateurs la possibilité de modifier la barre de navigation par défaut du système Android.

### iOS
Sur les systèmes qui sont développés par Apple, l'utilisation d'une zone de navigation matérielle ou virtuelle exhaustive n'est pas une pratique courante. Toutefois, sous iOS, on retrouve une barre de navigation simplifiée qui vient se greffer à la barre de statuts. Cette barre de navigation est propre à chaque application.

### Windows
Sur les systèmes d'exploitation édités par Microsoft, une barre de navigation virtuelle a fait sa première apparition avec Windows Phone 8.1. Depuis Windows 8, Microsoft tente de rassembler tous ses systèmes d’exploitation sous une unique plate-forme qui s'adapte automatiquement au terminal sur lequel elle s’exécute. Sur cette dernière famille de systèmes, on retrouve un volet de navigation, appelée barre des charmes, qui s'active selon le mode d'utilisation du terminal (tactile ou clavier et souris, appelé aussi mode bureau).

## Applications

### Gestionnaire de fichiers
Dans un gestionnaire de fichier on emploie une zone de navigation pour aider l'utilisateur à parcourir le système de fichiers. Les zones de navigation peuvent inclure le chemin actuel, un bouton de retour vers le chemin ou le dossier précédent, un bouton vers le chemin suivant, un fil d'Ariane (breadcrumbs en anglais), ou une encore une liste de favoris. Ces fonctions peuvent être réparties entre une barre de navigation placée dans le haut et un panneau ou volet de navigation plus large, placé sur un côté de la fenêtre d'application.

### Navigateur Web
La barre de navigation d'un navigateur web comprend les boutons précédent et suivant, un bouton pour recharger la page actuelle ainsi que la barre d'adresse qui permet de saisir une adresse au format URL. Autrefois, les fonctionnalités de la barre de navigation étaient divisées entre la barre d'outils du navigateur et la barre d'adresse, mais Google Chrome a introduit une nouvelle pratique qui consiste à fusionner les deux.
Certaines versions antérieures de Netscape Navigator utilisaient la balise <link> du langage HTML pour construire une barre de navigation. Aujourd'hui, la balise <nav> peut être employé pour créer une fonction de navigation similaire à la balise <link>.

### Page Web
En règle générale, un site web aura une barre de navigation principale et une barre de navigation secondaire disponible sur toutes ses pages.[réf. nécessaire] Ces sections de page Web comprendront des liens vers les sections les plus importantes du site. La mise en œuvre et la création des barres de navigation sont des aspects cruciaux de la conception de site Web afin d'en optimiser leur facilité d'utilisation.